# Hondo (Texas)
Hondo è un centro abitato degli Stati Uniti d'America situato nella contea di Medina dello Stato del Texas.
La popolazione era di 8.803 persone al censimento del 2010. Fa parte dell'area metropolitana di San Antonio.

## Geografia fisica

### Territorio
Hondo è situata a 29°20′49″N 99°08′44″W (29.346838, -99.145543), circa 40 miglia (64 km) a ovest di San Antonio.
Secondo lo United States Census Bureau, ha un'area totale di 9,6 miglia quadrate (25 km²), di cui 0,04 miglia quadrate (0,10 km², 0.21%) è coperto d'acqua.

### Clima
Il clima in questa zona è caratterizzato da estati calde ed umide e da inverni lievemente freddi. Secondo il sistema di classificazione dei climi di Köppen, Hondo ha un clima subtropicale umido.

## Società

### Evoluzione demografica
Secondo il censimento del 2000, c'erano 7.897 persone, 2.207 nuclei familiari e 1.664 famiglie residenti nella città. La densità di popolazione era di 823,8 persone per miglio quadrato (317,9/km²). C'erano 2.474 unità abitative a una densità media di 258,1 per miglio quadrato (99,6/km²). La composizione etnica della città era formata dal 73,33% di bianchi (includes Ispanici o latinos di qualunque razza erano il 59,92% della popolazione), l'8,33% di afroamericani, lo 0,47% di nativi americani, lo 0,25% di asiatici, il 15,23% di altre razze, e il 2,38% di due o più etnie.
C'erano 2.207 nuclei familiari, di cui il 39,0% aveva figli di età inferiore ai 18 anni, il 56,1% aveva coppie sposate conviventi, il 14,0% aveva un capofamiglia femmina senza marito, e il 24,6% non erano famiglie. Circa il 21,3% di tutti i nuclei familiari erano individuali e il 10,7% aveva componenti con un'età di 65 anni o più che vivevano da soli. Il numero di componenti medio di un nucleo familiare era di 2,91 e quello di una famiglia era di 3,38.
Vi erano il 26,0% di persone sotto i 18 anni, il 12,0% di persone dai 18 ai 24 anni, il 33,1% di persone dai 25 ai 44 anni, il 16,6% di persone dai 45 ai 64 anni, e il 12,3% di persone di 65 anni o più. L'età media era di 30 anni. Per ogni 100 femmine, c'erano 132,7 maschi. Per ogni 100 femmine dai 18 anni in giù, c'erano 145,5 maschi.
Il reddito medio di un nucleo familiare era di 27.917 dollari e quello di una famiglia era di 34.856 dollari. I maschi avevano un reddito medio di 21.639 dollari contro i 17.868 dollari delle femmine. Il reddito pro capite era di 12.635 dollari. Circa il 18,9% delle famiglie e il 22,6% della popolazione erano sotto la soglia di povertà, incluso il 31,8% di persone sotto i 18 anni e il 17,1% di persone di 65 anni o più.

## Cultura

### Istruzione
Hondo è servita dall'Hondo Independent School District ed è sede della Hondo High School.